# Rolf Rienhardt
Rolf Albert Otto Rienhardt (* 2. Juli 1903 in Bucha; † 16. März 1975 in Badenweiler) war ein deutscher Jurist. Als Rechtsberater Max Amanns war er für die wirtschaftlichen und politischen Erfolge des Franz-Eher-Verlags mit verantwortlich.

## Leben
Rienhardt war der Sohn eines lutherischen Superintendenten und studierte Jura in Berlin und München.  Seine Karriere innerhalb der NSDAP begann, nachdem er 1923 Parteimitglied geworden war, als er durch seinen Bekannten Gregor Strasser der Parteiführung vorgestellt worden war. Als Redner für die NSDAP war er bei den Landtags- und Reichstagswahlen 1924 in Bayern tätig, wo er teilweise gemeinsam mit Wilhelm Frick auftrat.
Mitte der 1920er-Jahre war Rienhardt Partner des Alchemisten Franz Tausend, der versuchte, Gold durch Transmutation herzustellen. Finanziert wurden die angeblichen „Forschungen“ von „sich um die Nationalsozialistische Partei drängenden reichen Bürgern“. Die dafür von Rienhardt, Tausend und General Erich Ludendorff gegründete „Gesellschaft 164“ diente in Wirklichkeit aber als Geldwaschanlage für illegale Parteispenden, und der überwiegende Teil des Geldes wurde von Ludendorff zur Finanzierung des defizitären NS-Parteiblatts Völkischer Kurier verwandt.
Rienhardt trat zum 1. Juni 1928 der neugegründeten NSDAP wieder bei (Mitgliedsnummer 89.103). Er wurde im selben Jahr Rechtsberater des Franz-Eher-Verlags und 1932 mit Strassers Rückendeckung auf die Kandidatenliste der NSDAP für die Reichstagswahl im Juli 1932 gesetzt und dann auch in den Reichstag gewählt, ebenso bei der Reichstagswahl des Novembers 1932. Strasser, zu dieser Zeit Reichsorganisationsleiter der Partei, verschaffte ihm in diesem Jahr auch einen Posten als Abteilungsleiter in seinem Amt, doch noch im Dezember fiel er, wie andere Anhänger Strassers auch, in Ungnade. Des Weiteren wurde seine Kandidatur für die Reichstagswahl 1933 aufgehoben. Rienhardt war Mitglied in der Akademie für Deutsches Recht und engagierte sich beim Bund Nationalsozialistischer Deutscher Juristen.
Rienhardts zunächst gestoppte Karriere erhielt einen neuen Schub, als ihn Max Amann, nachdem dieser im April 1933 Präsident des Vereins Deutscher Zeitungsverleger (VDZV) geworden war, zu seinem Stellvertreter ernannte. Rienhardt wurde Stabsleiter in Amanns Verwaltungsamt für die NS-Presse und stellvertretender Leiter des VDZV. Rienhardt – und nicht Amann – entwickelte sich zum eigentlichen Macher im Hintergrund, war derjenige, der Amanns Aufsätze verfasste, die unter dessen Namen in der Verbandszeitschrift Zeitungs-Verlag des VDZV erschienen, und Amanns Reden schrieb. Obwohl das letzte Wort bei Amann lag und sich Rienhardt an dessen Richtlinien hielt, gingen alle wichtigen Anordnungen auf ihn zurück. Rienhardt war Initiator des als Vorzeigezeitung konzipierten Blattes Das Reich und organisierte den Aufbau des Netzes der Besatzungszeitungen, die während des Zweiten Weltkriegs in den besetzten Gebieten erschienen. Er war letztendlich derjenige, der für die Nazifizierung der deutschen Presse sorgte und den gewaltigen Parteitrust aufbaute. Ihm hatte Amann zu verdanken, dass der Verlag ab 1938 hohe Gewinne einfuhr. Oron J. Hale charakterisiert dann auch Rienhardt als einen hochintelligenten, unkorrumpierbaren Idealisten, der mit enormem Arbeitseinsatz und einem kleinen Mitarbeiterstab von höchstens 20 Personen Imposantes geleistet habe, all dies mit einem Willen zur Macht, der mit Öffentlichkeitsscheu einherging. Rienhardt war seiner Ansicht nach die einflussreichste Person des deutschen Pressewesens.
Der Reichsminister für Volksaufklärung und Propaganda Joseph Goebbels berief Rienhardt im Oktober 1933 in den Verwaltungsrat des Werberats der deutschen Wirtschaft und ernannte ihn am 15. November 1935 zum Mitglied des Reichskultursenats.
In dem Jahr, in dem die Hochphase des Eher-Verlags einsetzte, also 1938, begann sich Rienhardts Verhältnis zu Amann so weit zu verschlechtern, dass dies schließlich zu seiner Entlassung führte. Hale zufolge dürfte für den endgültigen Bruch das Ende der Frankfurter Zeitung eine Rolle gespielt haben, auch war nach der Aussage eines Mitarbeiters Amanns und Rienhardts eine Ursache darin zu sehen, dass Amann Rienhardt „in bezug auf intellektuelle Begabung und Bildung weit unterlegen war“. Außerdem gab es Beschwerden seitens einiger Gauleiter, die mit Rienhardts Macht über die Gauverlage nicht einverstanden waren. Nach Fritz Schmidt, Autor von Presse in Fesseln, war jedoch für das Ende von Rienhardts Zeit beim Eher-Verlag letztendlich ausschlaggebend, dass er sich im Sommer 1943 bei Martin Bormann um einen freien Sitz im nationalsozialistischen Reichstag beworben und Amann Adolf Hitler daraufhin aufmerksam gemacht habe, dass Rienhardt einmal zu Strassers Leuten gehörte. Hitler habe daraufhin seine Zustimmung verweigert, worauf Amann dies als ein Zeichen für dessen Einstellung gedeutet und nun den richtigen Zeitpunkt dafür gesehen habe, sich seines Stabsleiters zu entledigen. Rienhardt, dem seine Arbeit kein großes Geldvermögen verschafft hatte, wurde im November 1943 von Amann fristlos ohne Abfindung entlassen und musste dabei auf sämtliche Pensionsansprüche verzichten. Er trat anschließend in die „Leibstandarte SS Adolf Hitler“ als SS-Panzergrenadier ein und diente bis Kriegsende als Frontsoldat. Sein Nachfolger im Verlag wurde Wilhelm Baur.
Nach dem Krieg war Rienhardt Geschäftsführer der Heumann Werbegesellschaft, bei der Westfälischen Zeitung in Bielefeld und später bei Burda.

## Mitgliedschaften
- Akademie für Deutsches Recht
- Nationalsozialistischer Rechtswahrerbund

## Ehe und Familie
Rienhardt heiratete am 23. Dezember 1931 in München Olga Juliana Maria Irmgard Schilbach (* 27. Mai 1895; 7. November 1968 in Moosbach).

## Zitat
„Rienhardt zeigt mir 1. Nummer von ‚Das Reich‘. Sehr gut geworden. […] Ein ansprechendes Propagandamittel im Ausland.“